# ペッディージャー・オーミークン
ペッディージャー・オーミークン（เพชรจีจ้า อ.มีคุณ、2001年12月31日 - ）は、タイの女子プロボクサー、ムエタイ選手。現ONEキックボクシング世界女子アトム級王者。

## 経歴

### ONE Championship
2023年3月17日のONE Friday Fights 9でファニ・ペロンピと対戦し、2R TKO勝ち。
2023年5月12日のONE Friday Fights 16では、イネス・ピルッティに1R TKO勝ち。
2023年7月15日のONE Fight Night 12でララ・フェルナンデスと対戦し、1R 26秒TKO勝ち。
2023年10月7日、 ONE Fight Night 15でセレステ・ハンセンと対戦し、負傷によるドクターストップで3R TKO勝ち。
2023年12月22日、ONE Friday Fights 46で行われたONEキックボクシング世界女子アトム級暫定王座決定戦でアニッサ・メクセンと対戦し、判定勝ちで暫定王座を獲得。
2024年3月9日、 ONE Fight Night 20で行われたONEキックボクシング世界女子アトム級王座統一戦で正規王者のジャネット・トッドと対戦し、判定勝ちで王座統一を果たした。
2025年3月23日、ONE 172のONEキックボクシング世界女子アトム級タイトルマッチでKANAを相手に防衛戦を行い、判定3-0で破り、初防衛成功。

## 獲得タイトル

### ムエタイ
- WPMF世界ミニフライ級王座[14][15]
- WMC世界-45kg級王座[16][17]
- THAI FIGHTクイーンズカップ-51kg級優勝

### キックボクシング
- ONEキックボクシング世界女子アトム級王座

### アマチュアボクシング
- 2018年AIBA世界ユース選手権 48kg [18]
- 2018 ASBC Asian Confederation Youth Championships
- 2019 Golden Girl Box Cup 48kg  & Best Boxer of the competition [19]
- 2021年東南アジア競技大会 女子51kg